# Elezioni comunali in Emilia-Romagna del 2004
Il 12 e 13 giugno 2004 (con ballottaggio il 27 e 28 giugno) in Emilia-Romagna si tennero le elezioni per il rinnovo di numerosi consigli comunali.

## Bologna

### Bologna
| Candidati e Liste                             | Voti    | %      | Seggi |
| --------------------------------------------- | ------- | ------ | ----- |
| Sergio Cofferati                              | 140.795 | 55,92  | -     |
| Democratici di Sinistra                       | 80.477  | 36,54  | 20    |
| La Margherita-Socialisti Democratici Italiani | 15.218  | 6,91   | 3     |
| Federazione dei Verdi                         | 11.418  | 5,18   | 2     |
| Rifondazione Comunista                        | 10.216  | 4,64   | 2     |
| Italia dei Valori                             | 4.653   | 2,11   | 1     |
| Comunisti Italiani                            | 3.765   | 1,71   | -     |
| Udeur                                         | 801     | 0,36   | -     |
| Giorgio Guazzaloca                            | 102.221 | 40,60  | 1     |
| La Tua Bologna                                | 40.429  | 18,36  | 8     |
| Forza Italia                                  | 24.315  | 11,04  | 5     |
| Alleanza Nazionale                            | 18.803  | 8,54   | 4     |
| Governare Bologna                             | 1.268   | 0,58   | -     |
| Franco Piro                                   | 2.050   | 0,81   | -     |
| Nuovo PSI                                     | 2.185   | 0,99   | -     |
| Anselmo Ruocco                                | 1.609   | 0,64   | -     |
| Lista Ruocco                                  | 1.559   | 0,71   | -     |
| Gianni Correggiari                            | 1.341   | 0,53   | -     |
| Alternativa Sociale                           | 1.308   | 0,59   | -     |
| Simone Albertini                              | 1.332   | 0,53   | -     |
| Lega Nord                                     | 1.465   | 0,67   | -     |
| Bruno Barbieri                                | 1.185   | 0,47   | -     |
| Lista Consumatori                             | 1.148   | 0,52   | -     |
| Domenico Maracino                             | 1.051   | 0,42   | -     |
| Lista Reno                                    | 1.060   | 0,48   | -     |
| Aldo Dinacci                                  | 184     | 0,07   | -     |
| Movimento Padri Separati                      | 163     | 0,07   | -     |
| Totale alle liste                             | 220.251 | 100,00 | 45    |
| TOTALE                                        | 251.768 | 100,00 | 46    |

### Casalecchio di Reno
| Candidati e Liste                           | Voti   | %      | Seggi |
| ------------------------------------------- | ------ | ------ | ----- |
| Simone Gamberini                            | 16.003 | 69,54  | -     |
| Democratici di Sinistra                     | 10.785 | 49,95  | 17    |
| La Margherita                               | 1.459  | 6,76   | 2     |
| Partito della Rifondazione Comunista        | 1.015  | 4,70   | 1     |
| Federazione dei Verdi                       | 604    | 2,80   | 1     |
| Lista Di Pietro - Occhetto                  | 557    | 2,58   | -     |
| Comunisti Italiani                          | 291    | 1,35   | -     |
| Socialisti Democratici Italiani-Udeur-Altri | 254    | 1,18   | -     |
| Mario Pedica                                | 3.059  | 13,29  | 1     |
| Forza Italia                                | 2.923  | 13,54  | 3     |
| Pier Paolo Pedrini                          | 2.284  | 9,93   | 1     |
| Alleanza Nazionale                          | 2.174  | 10,07  | 2     |
| Giovanni Bergonzoni                         | 1.666  | 7,24   | 1     |
| Lista Civica Casalecchio                    | 1.530  | 7,09   | 1     |
| Totale alle liste                           | 21.592 | 100,00 | 27    |
| TOTALE                                      | 23.012 | 100,00 | 30    |

### Castel Maggiore
| Candidati e Liste                            | Voti   | %      | Seggi |
| -------------------------------------------- | ------ | ------ | ----- |
| Marco Monesi                                 | 7.639  | 67,57  | -     |
| Democratici di Sinistra                      | 4.950  | 46,40  | 12    |
| La Margherita Cose Nuove per Castel Maggiore | 810    | 7,59   | 2     |
| Partito della Rifondazione Comunista         | 570    | 5,34   | 1     |
| Federazione dei Verdi                        | 292    | 2,74   | -     |
| Comunisti Italiani                           | 270    | 2,53   | -     |
| Lista Di Pietro - Occhetto                   | 269    | 2,52   | -     |
| Giovanni Leporati                            | 1.469  | 12,99  | 1     |
| Forza Italia-Unione di Centro-Lega Nord      | 1.428  | 13,38  | 1     |
| Mauro Grazia                                 | 1.305  | 11,54  | 1     |
| La Voce di Castel Maggiore                   | 1.208  | 11,32  | 1     |
| Giuseppina Mastrojanni                       | 892    | 7,89   | 1     |
| Alleanza Nazionale                           | 872    | 8,17   | -     |
| Totale alle liste                            | 10.669 | 100,00 | 17    |
| TOTALE                                       | 11.305 | 100,00 | 20    |

### Castel San Pietro Terme
| Candidati e Liste                    | Voti   | %      | Seggi |
| ------------------------------------ | ------ | ------ | ----- |
| Vincenzo Zacchiroli                  | 8.269  | 62,29  | -     |
| Democratici di Sinistra              | 4.853  | 38,98  | 9     |
| Partito della Rifondazione Comunista | 1.289  | 10,35  | 2     |
| La Margherita                        | 1.255  | 10,08  | 1     |
| Lista Di Pietro - Occhetto           | 229    | 1,84   | -     |
| Comunisti Italiani                   | 221    | 1,77   | -     |
| Marco Parenti                        | 2.558  | 19,27  | 1     |
| Uniti per Castello                   | 2.280  | 18,31  | 3     |
| Ermanno Corso                        | 1.856  | 13,98  | 1     |
| Forza Italia                         | 1.223  | 9,82   | 1     |
| Alleanza Nazionale                   | 543    | 4,36   | -     |
| Claudio Morini                       | 396    | 2,98   | -     |
| Riformisti                           | 367    | 2,95   | -     |
| Marco Gherardi                       | 195    | 1,47   | -     |
| Lista per Gherardi                   | 191    | 1,53   | -     |
| Totale alle liste                    | 12.451 | 100,00 | 19    |
| TOTALE                               | 13.274 | 100,00 | 20    |

### Imola
| Candidati e Liste                    | Voti   | %      | Seggi |
| ------------------------------------ | ------ | ------ | ----- |
| Massimo Marchignoli                  | 28.350 | 66,63  | -     |
| Democratici di Sinistra              | 16.573 | 41,28  | 15    |
| La Margherita                        | 4.553  | 11,34  | 4     |
| Partito della Rifondazione Comunista | 2.146  | 5,34   | 1     |
| Federazione dei Verdi                | 1.383  | 3,44   | 1     |
| Socialisti Democratici Italiani      | 1.136  | 2,83   | 1     |
| Comunisti Italiani                   | 831    | 2,07   | -     |
| Lista Di Pietro - Occhetto           | 678    | 1,69   | -     |
| Udeur                                | 223    | 0,56   | -     |
| Antonio Pezzi                        | 5.065  | 11,90  | 1     |
| Lega Nord-Unione di Centro           | 2.614  | 6,51   | 1     |
| Progetto Antonio Pezzi               | 1.069  | 2,66   | -     |
| Angela Labanca                       | 4.879  | 11,47  | 1     |
| Forza Italia                         | 4.980  | 12,40  | 3     |
| Giuseppe Palazzolo                   | 2.506  | 5,89   | 1     |
| Palazzolo Sindaco per Imola          | 2.238  | 5,57   | -     |
| Marcello Bignami                     | 1.746  | 4,10   | 1     |
| Alleanza Nazionale                   | 1.728  | 4,30   | -     |
| Totale alle liste                    | 40.152 | 100,00 | 26    |
| TOTALE                               | 42.546 | 100,00 | 30    |

### Pianoro
| Candidati e Liste                              | Voti   | %      | Seggi |
| ---------------------------------------------- | ------ | ------ | ----- |
| Simonetta Saliera                              | 7.019  | 63,01  | -     |
| Democratici di Sinistra                        | 4.654  | 45,94  | 11    |
| Uniti per Pianoro                              | 1.186  | 11,71  | 2     |
| Lista Di Pietro - Occhetto                     | 352    | 3,47   | -     |
| Comunisti Italiani                             | 173    | 1,71   | -     |
| Franco Lelli                                   | 2.915  | 26,17  | 1     |
| Pianoro per le Libertà                         | 1.714  | 16,92  | 3     |
| Io C'entro                                     | 925    | 9,13   | 1     |
| Maria Grazia Bollini                           | 671    | 6,02   | 1     |
| Partito della Rifondazione Comunista           | 649    | 6,41   | -     |
| Fabrizio Bolletta                              | 535    | 4,80   | 1     |
| Federazione dei Verdi-Rinnovamento per Pianoro | 478    | 4,72   | -     |
| Totale alle liste                              | 10.131 | 100,00 | 17    |
| TOTALE                                         | 11.140 | 100,00 | 20    |

### San Giovanni in Persiceto
| Candidati e Liste                    | Voti   | %      | Seggi |
| ------------------------------------ | ------ | ------ | ----- |
| Paola Marani                         | 10.156 | 62,21  | -     |
| Lista del Pesco                      | 4.338  | 31,12  | 7     |
| La Margherita                        | 1.968  | 14,12  | 3     |
| Partito della Rifondazione Comunista | 1.448  | 10,39  | 2     |
| Federazione dei Verdi                | 779    | 5,59   | 1     |
| Carla Rusticelli                     | 3.440  | 21,07  | 1     |
| Forza Italia-Unione di Centro        | 2.144  | 15,38  | 2     |
| Lega Nord                            | 885    | 6,35   | 1     |
| Ezio Beccari                         | 1.695  | 10,38  | 1     |
| Alleanza Nazionale                   | 1.338  | 9,60   | 1     |
| Il Comune ai Cittadini               | 124    | 0,89   | -     |
| Maurizio Serra                       | 1.034  | 6,33   | 1     |
| Rinnova Persiceto                    | 915    | 6,56   | -     |
| Totale alle liste                    | 13.939 | 100,00 | 18    |
| TOTALE                               | 16.325 | 100,00 | 20    |

### San Lazzaro di Savena
| Candidati e Liste                        | Voti   | %      | Seggi |
| ---------------------------------------- | ------ | ------ | ----- |
| Marco Macciantelli                       | 13.008 | 63,68  | -     |
| Democratici di Sinistra                  | 7.172  | 38,11  | 9     |
| Partito della Rifondazione Comunista     | 1.913  | 10,16  | 2     |
| Uniti per San Lazzaro                    | 1.798  | 9,55   | 2     |
| Federazione dei Verdi-Comunisti Italiani | 519    | 2,76   | -     |
| Lista Di Pietro - Occhetto               | 442    | 2,35   | -     |
| Omer Maurizzi                            | 3.515  | 17,21  | 1     |
| Forza Italia                             | 3.453  | 18,35  | 4     |
| Giampiero Bagni                          | 2.906  | 14,23  | 1     |
| Alleanza Nazionale                       | 1.901  | 10,10  | -     |
| Unione di Centro-Lega Nord               | 681    | 3,62   | -     |
| Arnaldo Vannelli                         | 997    | 4,88   | 1     |
| La Città che Vorremmo                    | 941    | 5,00   | -     |
| Totale alle liste                        | 18.820 | 100,00 | 17    |
| TOTALE                                   | 20.426 | 100,00 | 20    |

### Zola Predosa
| Candidati e Liste          | Voti   | %      | Seggi |
| -------------------------- | ------ | ------ | ----- |
| Giancarlo Borsari          | 8.453  | 74,80  | -     |
| Democratici di Sinistra    | 4.813  | 45,36  | 12    |
| La Margherita              | 746    | 7,03   | 1     |
| Federazione dei Verdi      | 736    | 6,94   | 1     |
| Alleanza dei Riformisti    | 710    | 6,69   | 1     |
| Rifondazione Comunista     | 454    | 4,28   | 1     |
| Lista Di Pietro - Occhetto | 212    | 2,00   | -     |
| Comunisti Italiani         | 173    | 1,63   | -     |
| Lucio Vignoli              | 2.239  | 19,81  | 1     |
| Sviluppo e Libertà         | 2.181  | 20,56  | 4     |
| Enrico Sandri              | 422    | 3,73   | -     |
| Lista Civica Il Grillo     | 404    | 3,81   | -     |
| Gino Tarozzi               | 187    | 1,65   | -     |
| Nuovo PSI                  | 181    | 1,71   | -     |
| Totale alle liste          | 10.610 | 100,00 | 19    |
| TOTALE                     | 11.301 | 100,00 | 20    |

## Ferrara

### Ferrara
| Candidati e Liste                              | Voti   | %      | Seggi |
| ---------------------------------------------- | ------ | ------ | ----- |
| Gaetano Sateriale                              | 49.161 | 54,36  | -     |
| Democratici di Sinistra                        | 26.551 | 32,03  | 15    |
| La Margherita - Lista Civica                   | 7.366  | 8,89   | 4     |
| Rifondazione Comunista                         | 3.901  | 4,71   | 2     |
| Comunisti Italiani                             | 3.446  | 4,16   | 2     |
| Federazione dei Verdi                          | 2.410  | 2,91   | 1     |
| Italia dei Valori                              | 1.405  | 1,70   | -     |
| Partito Repubblicano Italiano - Liberal Sgarbi | 559    | 0,67   | -     |
| Riformatori                                    | 541    | 0,65   | -     |
| Eco Tecno Area                                 | 272    | 0,33   | -     |
| Udeur                                          | 263    | 0,32   | -     |
| Federico Saini                                 | 18.619 | 20,59  | 1     |
| Forza Italia                                   | 14.167 | 17,09  | 7     |
| Lega Nord                                      | 1.452  | 1,75   | -     |
| Nuovo PSI                                      | 1.156  | 1,39   | -     |
| Alberto Balboni                                | 15.581 | 17,23  | 1     |
| Alleanza Nazionale                             | 11.994 | 14,47  | 5     |
| Unione di Centro                               | 1.689  | 2,04   | -     |
| Giulio Giuseppe Barbieri                       | 5.940  | 6,57   | 1     |
| Io Amo Ferrara                                 | 4.912  | 5,93   | 1     |
| Gianluca Merchiori                             | 1.136  | 1,26   | -     |
| Ferrara Viva                                   | 803    | 0,97   | -     |
| Totale alle liste                              | 82.887 | 100,00 | 38    |
| TOTALE                                         | 90.437 | 100,00 | 40    |

### Argenta
| Candidati e Liste                    | Voti   | %      | Seggi |
| ------------------------------------ | ------ | ------ | ----- |
| Giorgio Bellini                      | 9.141  | 58,96  | -     |
| Democratici di Sinistra              | 6.653  | 46,35  | 11    |
| Civica per Argenta                   | 775    | 5,40   | 1     |
| Partito della Rifondazione Comunista | 599    | 4,17   | 1     |
| Federazione dei Verdi                | 276    | 1,92   | -     |
| Comunisti Italiani                   | 263    | 1,83   | -     |
| Merj Bonzi                           | 2.475  | 15,96  | 1     |
| Forza Italia                         | 1.964  | 13,68  | 2     |
| Lega Nord                            | 362    | 2,52   | -     |
| Gabriella Azzalli                    | 2.280  | 14,71  | 1     |
| Rinnovamento Argenta                 | 1.968  | 13,71  | 1     |
| Cesare Gaiani                        | 1.607  | 10,37  | 1     |
| Alleanza Nazionale                   | 1.493  | 10,40  | 1     |
| Totale alle liste                    | 14.353 | 100,00 | 17    |
| TOTALE                               | 15.503 | 100,00 | 20    |

### Bondeno
| Candidati e Liste                    | Voti   | %      | Seggi |
| ------------------------------------ | ------ | ------ | ----- |
| Davide Verri                         | 5.672  | 50,28  | -     |
| Alleanza Nazionale                   | 2.036  | 20,58  | 5     |
| Forza Italia                         | 1.493  | 15,09  | 4     |
| Unione di Centro                     | 580    | 5,86   | 1     |
| Lega Nord                            | 354    | 3,58   | -     |
| Alleanza per Bondeno                 | 327    | 3,31   | -     |
| Moreno Po                            | 5.609  | 49,72  | 1     |
| L'Ulivo                              | 4.025  | 40,69  | 8     |
| Partito della Rifondazione Comunista | 589    | 5,95   | 1     |
| Lista Civica per Bondeno             | 487    | 4,92   | -     |
| Totale alle liste                    | 9.891  | 100,00 | 19    |
| TOTALE                               | 11.281 | 100,00 | 20    |

### Copparo
| Candidati e Liste                    | Voti   | %      | Seggi |
| ------------------------------------ | ------ | ------ | ----- |
| Maria Teresa Bertuzzi                | 8.445  | 65,75  | -     |
| Democratici di Sinistra              | 4.868  | 42,10  | 10    |
| Lista Civica per Copparo             | 1.739  | 15,04  | 3     |
| Partito della Rifondazione Comunista | 787    | 6,81   | 1     |
| Comunisti Italiani                   | 311    | 2,69   | -     |
| Sergio Benini                        | 3.719  | 28,95  | 1     |
| Forza Italia                         | 1.922  | 16,62  | 4     |
| Alleanza Nazionale                   | 950    | 8,22   | 1     |
| Lega Nord                            | 364    | 3,15   | -     |
| Vittorio Previati                    | 381    | 2,97   | -     |
| Unione di Centro-Nuovo PSI           | 349    | 3,02   | -     |
| Fabrizio Martinelli                  | 192    | 1,49   | -     |
| Insieme                              | 174    | 1,50   | -     |
| Giancarlo Ugatti                     | 108    | 0,84   | -     |
| Lista Civica Ugatti                  | 98     | 0,85   | -     |
| Totale alle liste                    | 11.562 | 100,00 | 19    |
| TOTALE                               | 12.845 | 100,00 | 20    |

## Forlì-Cesena

### Forlì
| Candidati e Liste             | Voti   | %      | Seggi |
| ----------------------------- | ------ | ------ | ----- |
| Nadia Masini                  | 43.836 | 58,75  | -     |
| Democratici di Sinistra       | 24.377 | 35,05  | 16    |
| La Margherita                 | 4.718  | 6,78   | 3     |
| Partito Repubblicano Italiano | 3.289  | 4,73   | 2     |
| Rifondazione Comunista        | 2.874  | 4,13   | 1     |
| Federazione dei Verdi         | 1.900  | 2,73   | 1     |
| Romagna Riformisti Popolari   | 1.511  | 2,17   | 1     |
| Comunisti Italiani            | 1.374  | 1,98   | -     |
| Italia dei Valori             | 964    | 1,39   | -     |
| Marino Bartoletti             | 26.787 | 35,90  | 1     |
| Forza Italia                  | 13.106 | 18,85  | 8     |
| Viva Forlì                    | 4.788  | 6,88   | 3     |
| Alleanza Nazionale            | 4.185  | 6,02   | 2     |
| Unione di Centro              | 1.589  | 2,28   | 1     |
| Lega Nord                     | 998    | 1,44   | -     |
| Pier Giuseppe Bertaccini      | 3.256  | 4,36   | 1     |
| Unione Romagna                | 3.121  | 4,49   | 1     |
| Paola Monaldi                 | 733    | 0,98   | -     |
| Fiamma Tricolore              | 752    | 1,08   | -     |
| Totale alle liste             | 69.546 | 100,00 | 38    |
| TOTALE                        | 74.612 | 100,00 | 40    |

### Cesena
| Candidati e Liste                                 | Voti   | %      | Seggi |
| ------------------------------------------------- | ------ | ------ | ----- |
| Giordano Conti                                    | 35.602 | 57,89  | -     |
| Democratici di Sinistra                           | 19.329 | 34,27  | 13    |
| La Margherita                                     | 5.752  | 10,20  | 4     |
| Rifondazione Comunista                            | 2.582  | 4,58   | 1     |
| Comunisti Italiani                                | 2.534  | 4,49   | 1     |
| Italia dei Valori                                 | 1.143  | 2,03   | 1     |
| Socialisti Democratici Italiani-Cesena Riformista | 1.813  | 3,23   | 1     |
| Denis Ugolini                                     | 13.622 | 22,15  | 1     |
| Forza Italia                                      | 7.320  | 12,98  | 4     |
| Unione di Centro                                  | 2.642  | 4,68   | 1     |
| Cesena Cambia                                     | 1.746  | 3,10   | 1     |
| Lega Nord                                         | 727    | 1,29   | -     |
| Nuovo PSI                                         | 346    | 0,61   | -     |
| Mario Guidazzi                                    | 4.384  | 7,13   | 1     |
| Partito Repubblicano Italiano                     | 4.175  | 7,40   | 1     |
| Alberto Magnani                                   | 3.209  | 5,22   | 1     |
| Alleanza Nazionale                                | 3.113  | 5,52   | -     |
| Davide Fabbri                                     | 2.672  | 4,34   | 1     |
| Federazione dei Verdi                             | 2.537  | 4,50   | -     |
| Piero Bonavita                                    | 1.144  | 1,86   | -     |
| Per la Romagna-Laburisti-Cesena Resiste           | 1.076  | 1,91   | -     |
| Carlo Venturi                                     | 866    | 1,41   | -     |
| Insieme per Cesena                                | 824    | 1,46   | -     |
| Totale alle liste                                 | 56.410 | 100,00 | 26    |
| TOTALE                                            | 61.499 | 100,00 | 30    |

## Modena

### Modena
| Candidati e Liste                                      | Voti    | %      | Seggi |
| ------------------------------------------------------ | ------- | ------ | ----- |
| Giorgio Pighi                                          | 70.350  | 63,77  | -     |
| Democratici di Sinistra                                | 41.285  | 39,43  | 17    |
| La Margherita                                          | 9.308   | 8,89   | 4     |
| Rifondazione Comunista                                 | 5.257   | 5,02   | 2     |
| Socialisti Democratici Italiani - Repubblicani Europei | 3.833   | 3,66   | 1     |
| Federazione dei Verdi                                  | 3.483   | 3,33   | 1     |
| Lista Di Pietro - Occhetto                             | 2.435   | 2,33   | 1     |
| Comunisti Italiani                                     | 1.458   | 1,39   | -     |
| Teobaldo Flori                                         | 34.459  | 31,23  | 1     |
| Forza Italia                                           | 16.236  | 15,51  | 7     |
| Alleanza Nazionale                                     | 6.633   | 6,34   | 2     |
| Unione dei Democratici Cristiani e di Centro           | 5.242   | 5,01   | 2     |
| Modena a Colori                                        | 3.474   | 3,32   | 1     |
| Modena Libera                                          | 771     | 0,74   | -     |
| Mauro Manfredini                                       | 3.347   | 3,03   | 1     |
| Lega Nord                                              | 3.280   | 3,13   | -     |
| Fabio Galli                                            | 1.647   | 1,49   | -     |
| Lista Consumatori                                      | 1.527   | 1,46   | -     |
| Paolo Andreoli                                         | 521     | 0,47   | -     |
| Patto Civico                                           | 476     | 0,45   | -     |
| Totale alle liste                                      | 104.698 | 100,00 | 38    |
| TOTALE                                                 | 110.324 | 100,00 | 40    |

### Carpi
| Candidati e Liste                             | Voti   | %      | Seggi |
| --------------------------------------------- | ------ | ------ | ----- |
| Enrico Campedelli                             | 26.570 | 64,23  | -     |
| Democratici di Sinistra                       | 17.414 | 44,21  | 15    |
| La Margherita-Socialisti Democratici Italiani | 3.403  | 8,64   | 3     |
| Comunisti Italiani                            | 2.702  | 6,86   | 2     |
| Federazione dei Verdi                         | 1.115  | 2,83   | 1     |
| Lista Di Pietro - Occhetto                    | 832    | 2,11   | -     |
| Fabrizio Senigaglia                           | 7.754  | 18,74  | 1     |
| Forza Italia                                  | 6.075  | 15,42  | 4     |
| La Tua Carpi                                  | 1.165  | 2,96   | -     |
| Leda Tirelli                                  | 1.787  | 4,32   | 1     |
| Alleanza Nazionale                            | 1.733  | 4,40   | -     |
| Massimo Valentini                             | 1.759  | 4,25   | 1     |
| Partito della Rifondazione Comunista          | 1.703  | 4,32   | -     |
| Massimo Coluccini                             | 1.565  | 3,78   | 1     |
| Lega Nord                                     | 1.516  | 3,85   | -     |
| Luca Ghelfi                                   | 1.452  | 3,51   | 1     |
| Unione di Centro                              | 1.330  | 3,38   | -     |
| Deanna Guidi                                  | 479    | 1,16   | -     |
| La Lista                                      | 397    | 1,01   | -     |
| Totale alle liste                             | 39.385 | 100,00 | 25    |
| TOTALE                                        | 41.366 | 100,00 | 30    |

### Castelfranco Emilia
| Candidati e Liste                    | Voti   | %      | Seggi |
| ------------------------------------ | ------ | ------ | ----- |
| Sergio Graziosi                      | 11.143 | 64,60  | -     |
| Democratici di Sinistra              | 6.576  | 40,66  | 10    |
| La Margherita                        | 2.219  | 13,72  | 3     |
| Comunisti Italiani                   | 1.161  | 7,18   | 1     |
| Riformisti                           | 370    | 2,29   | -     |
| Lista Di Pietro - Occhetto           | 269    | 1,66   | -     |
| Giorgio Barbieri                     | 3.227  | 18,71  | 1     |
| Forza Italia-Unione di Centro        | 1.654  | 10,23  | 2     |
| Alleanza Nazionale                   | 835    | 5,16   | 1     |
| Lega Nord                            | 510    | 3,15   | -     |
| Armando Garavaldi                    | 1.637  | 9,49   | 1     |
| Partito della Rifondazione Comunista | 796    | 4,92   | 1     |
| Federazione dei Verdi                | 379    | 2,34   | -     |
| Fare Politica                        | 267    | 1,65   | -     |
| Giovanni Rocchi                      | 691    | 4,01   | -     |
| Alleanza                             | 529    | 3,27   | -     |
| Lista Civica di Centro-destra        | 95     | 0,59   | -     |
| Giuseppe Ghedini                     | 551    | 3,19   | -     |
| Centro                               | 512    | 3,17   | -     |
| Totale alle liste                    | 16.172 | 100,00 | 18    |
| TOTALE                               | 17.249 | 100,00 | 20    |

### Fiorano Modenese
| Candidati e Liste                    | Voti  | %      | Seggi |
| ------------------------------------ | ----- | ------ | ----- |
| Claudio Pistoni                      | 7.963 | 82,29  | -     |
| Democratici di Sinistra              | 3.868 | 42,38  | 10    |
| La Margherita                        | 2.272 | 24,89  | 5     |
| Partito della Rifondazione Comunista | 708   | 7,76   | 1     |
| Comunisti Italiani                   | 408   | 4,47   | 1     |
| Lista Di Pietro - Occhetto           | 238   | 2,61   | -     |
| Graziano Bastai                      | 1.714 | 17,71  | 1     |
| Insieme per Fiorano Modenese         | 1.633 | 17,89  | 2     |
| Totale alle liste                    | 9.127 | 100,00 | 19    |
| TOTALE                               | 9.677 | 100,00 | 20    |

### Formigine
| Candidati e Liste             | Voti   | %      | Seggi |
| ----------------------------- | ------ | ------ | ----- |
| Franco Richeldi               | 11.585 | 60,46  | -     |
| Democratici di Sinistra       | 5.021  | 27,88  | 9     |
| La Margherita                 | 2.349  | 13,04  | 4     |
| Insieme per Formigine         | 1.140  | 6,33   | 2     |
| Rifondazione Comunista        | 968    | 5,37   | 1     |
| Federazione dei Verdi         | 601    | 3,34   | 1     |
| Comunisti Italiani            | 525    | 2,91   | 1     |
| Lista Di Pietro - Occhetto    | 330    | 1,83   | -     |
| Giuseppe Bigliardi            | 4.409  | 23,01  | 1     |
| Lista Civica per Cambiare     | 1.911  | 10,61  | 4     |
| Alleanza Nazionale            | 1.059  | 5,88   | 2     |
| Lega Nord                     | 834    | 4,63   | 1     |
| Formigine Libera              | 304    | 1,69   | -     |
| Valerio Giacobazzi            | 3.169  | 16,54  | 1     |
| Forza Italia-Unione di Centro | 2.970  | 16,49  | 4     |
| Totale alle liste             | 18.012 | 100,00 | 28    |
| TOTALE                        | 19.163 | 100,00 | 30    |

### Maranello
| Candidati e Liste          | Voti   | %      | Seggi |
| -------------------------- | ------ | ------ | ----- |
| Lucia Bursi                | 5.910  | 58,47  | -     |
| Democratici di Sinistra    | 3.141  | 34,14  | 9     |
| La Margherita              | 657    | 7,14   | 1     |
| Comunisti Italiani         | 655    | 7,12   | 1     |
| Rifondazione Comunista     | 484    | 5,26   | 1     |
| Con te per Maranello       | 178    | 1,93   | -     |
| Lista Di Pietro - Occhetto | 137    | 1,49   | -     |
| Carlo Alberto Adriani      | 2.530  | 25,03  | 1     |
| Forza Italia               | 1.441  | 15,66  | 3     |
| Unione di Centro           | 465    | 5,05   | 1     |
| Alleanza Nazionale         | 430    | 4,67   | -     |
| Luca Barbolini             | 1.195  | 11,82  | 1     |
| Proviamo a Cambiare        | 1.153  | 12,53  | 1     |
| Stefano Vandelli           | 473    | 4,68   | 1     |
| Lega Nord                  | 459    | 4,99   | -     |
| Totale alle liste          | 9.200  | 100,00 | 17    |
| TOTALE                     | 10.108 | 100,00 | 20    |

### Mirandola
| Candidati e Liste                                                  | Voti   | %      | Seggi |
| ------------------------------------------------------------------ | ------ | ------ | ----- |
| Luigi Costi                                                        | 8.740  | 61,74  | -     |
| Democratici di Sinistra                                            | 4.465  | 33,37  | 8     |
| La Margherita                                                      | 1.659  | 12,40  | 3     |
| Uniti per Mirandola (Rifondazione Comunista-Federazione dei Verdi) | 592    | 4,42   | 1     |
| Mirandola Viva                                                     | 536    | 4,01   | -     |
| Lista Di Pietro - Occhetto                                         | 261    | 1,95   | -     |
| Lorenzo Bergamini                                                  | 2.292  | 16,19  | 1     |
| Insieme per Mirandola                                              | 2.232  | 16,68  | 3     |
| Roberto Lodi                                                       | 2.092  | 14,78  | 1     |
| Alleanza Nazionale                                                 | 1.535  | 11,47  | 1     |
| Il Listone della Mirandola                                         | 362    | 2,71   | -     |
| Isa Tirabassi                                                      | 1.032  | 7,29   | 1     |
| Lista Civica per Mirandola                                         | 942    | 7,04   | -     |
| Totale alle liste                                                  | 13.381 | 100,00 | 17    |
| TOTALE                                                             | 14.156 | 100,00 | 20    |

### Sassuolo
| Candidati e Liste          | Voti   | %      | Seggi |
| -------------------------- | ------ | ------ | ----- |
| Graziano Pattuzzi          | 12.557 | 51,76  | -     |
| Democratici di Sinistra    | 5.786  | 25,14  | 10    |
| Uniti per Sassuolo         | 3.179  | 13,82  | 5     |
| Rifondazione Comunista     | 1.289  | 5,60   | 2     |
| Comunisti Italiani         | 702    | 3,05   | 1     |
| Lista Di Pietro - Occhetto | 498    | 2,16   | -     |
| Federazione dei Verdi      | 476    | 2,07   | -     |
| Massimo Benedetti          | 5.575  | 22,98  | 1     |
| Forza Italia               | 3.879  | 16,86  | 4     |
| Unione di Centro           | 1.418  | 6,16   | 1     |
| Luca Caselli               | 2.734  | 11,27  | 1     |
| Alleanza Nazionale         | 2.579  | 11,21  | 2     |
| Anna Tiziana Risola        | 2.086  | 8,60   | 1     |
| Lega Nord                  | 2.023  | 8,79   | 1     |
| Maurizio Dallari           | 1.307  | 5,39   | 1     |
| Progetto Sassuolo          | 1.182  | 5,14   | -     |
| Totale alle liste          | 23.011 | 100,00 | 26    |
| TOTALE                     | 24.259 | 100,00 | 30    |

### Vignola
| Candidati e Liste                                | Voti   | %      | Seggi |
| ------------------------------------------------ | ------ | ------ | ----- |
| Roberto Adani                                    | 10.314 | 74,98  | -     |
| Democratici di Sinistra                          | 4.915  | 37,76  | 10    |
| La Margherita                                    | 1.763  | 13,55  | 3     |
| Rifondazione Comunista                           | 978    | 7,51   | 1     |
| Lista Di Pietro - Occhetto                       | 812    | 6,24   | 1     |
| Federazione dei Verdi                            | 478    | 3,67   | -     |
| Socialisti Democratici Italiani                  | 413    | 3,17   | -     |
| Comunisti Italiani                               | 364    | 2,80   | -     |
| Francesco Munari                                 | 2.571  | 18,69  | 1     |
| Forza Italia-Alleanza Nazionale-Unione di Centro | 2.466  | 18,95  | 3     |
| Luca Lamonica                                    | 871    | 6,33   | 1     |
| Lega Nord                                        | 826    | 6,35   | -     |
| Totale alle liste                                | 13.015 | 100,00 | 18    |
| TOTALE                                           | 13.756 | 100,00 | 20    |

## Parma

### Fidenza
| Candidati e Liste          | Voti   | %      | Seggi |
| -------------------------- | ------ | ------ | ----- |
| Giuseppe Cerri             | 9.362  | 60,59  | -     |
| Democratici di Sinistra    | 4.909  | 34,56  | 9     |
| La Margherita              | 1.205  | 8,48   | 2     |
| La Città Aperta            | 858    | 6,04   | 1     |
| Rifondazione Comunista     | 836    | 5,89   | 1     |
| Comunisti Italiani         | 505    | 3,56   | -     |
| Federazione dei Verdi      | 225    | 1,58   | -     |
| Stefano Tanzi              | 4.364  | 28,24  | 1     |
| Forza Italia               | 2.924  | 20,59  | 4     |
| Alleanza Nazionale         | 805    | 5,67   | 1     |
| Unione di Centro           | 358    | 2,52   | -     |
| Stefano Denti              | 947    | 6,13   | 1     |
| Lega Nord                  | 882    | 6,21   | -     |
| Ivano Sartori              | 532    | 3,44   | -     |
| Lista Di Pietro - Occhetto | 466    | 3,28   | -     |
| Massimo Costigliola        | 246    | 1,59   | -     |
| Lista Civica               | 231    | 1,63   | -     |
| Totale alle liste          | 14.204 | 100,00 | 18    |
| TOTALE                     | 15.451 | 100,00 | 20    |

### Salsomaggiore Terme
| Candidati e Liste          | Voti   | %      | Seggi |
| -------------------------- | ------ | ------ | ----- |
| Giuseppe Franchi           | 5.330  | 42,68  | -     |
| Forza Italia               | 1.825  | 16,24  | 4     |
| Unione di Centro           | 1.228  | 10,93  | 3     |
| Civiltà Parmigiana         | 652    | 5,80   | 1     |
| Alleanza Nazionale         | 542    | 4,82   | 1     |
| Lega Nord                  | 519    | 4,62   | 1     |
| Massimo Tedeschi           | 6.051  | 48,45  | -     |
| Democratici di Sinistra    | 3.596  | 32,01  | 6     |
| La Margherita              | 786    | 7,00   | 1     |
| Rifondazione Comunista     | 591    | 5,23   | -     |
| Federazione dei Verdi      | 286    | 2,55   | -     |
| Comunisti Italiani         | 181    | 1,61   | -     |
| Lista Di Pietro - Occhetto | 101    | 0,90   | -     |
| Michele Vittorio Pignacca  | 792    | 6,34   | 1     |
| Nuove Idee                 | 815    | 7,25   | 1     |
| Maurizia Bonatti Bacchini  | 182    | 1,46   | -     |
| I Liberal Sgarbi           | 164    | 1,46   | -     |
| Augusto Cocconcelli        | 182    | 1,46   | -     |
| Fiamma Tricolore           | 123    | 1,09   | -     |
| Totale alle liste          | 11.235 | 100,00 | 18    |
| TOTALE                     | 12.489 | 100,00 | 20    |

## Ravenna

### Bagnacavallo
| Candidati e Liste                                | Voti   | %      | Seggi |
| ------------------------------------------------ | ------ | ------ | ----- |
| Laura Rossi                                      | 8.801  | 78,10  | -     |
| Democratici di Sinistra                          | 4.611  | 44,99  | 11    |
| La Margherita                                    | 1.181  | 11,52  | 2     |
| Rifondazione Comunista                           | 1.087  | 10,61  | 2     |
| Comunisti Italiani                               | 411    | 4,01   | 1     |
| Partito Repubblicano Italiano                    | 380    | 3,71   | -     |
| Federazione dei Verdi                            | 276    | 2,69   | -     |
| Francesco Zannoni                                | 2.468  | 21,90  | 1     |
| Forza Italia-Alleanza Nazionale-Unione di Centro | 1.921  | 18,74  | 3     |
| Lega Nord                                        | 382    | 3,73   | -     |
| Totale alle liste                                | 10.249 | 100,00 | 19    |
| TOTALE                                           | 11.269 | 100,00 | 20    |

### Cervia
| Candidati e Liste             | Voti   | %      | Seggi |
| ----------------------------- | ------ | ------ | ----- |
| Roberto Zoffoli               | 12.394 | 70,32  | -     |
| Democratici di Sinistra       | 6.099  | 36,81  | 9     |
| Partito Repubblicano Italiano | 1.560  | 9,42   | 2     |
| La Margherita                 | 1.114  | 6,72   | 1     |
| Lista Di Pietro - Occhetto    | 1.055  | 6,37   | 1     |
| Rifondazione Comunista        | 1.019  | 6,15   | 1     |
| Federazione dei Verdi         | 562    | 3,39   | -     |
| Comunisti Italiani            | 283    | 1,71   | -     |
| Alessandra Coatti             | 5.231  | 29,68  | 1     |
| Forza Italia                  | 2.606  | 15,73  | 3     |
| Alleanza Nazionale            | 1.674  | 10,10  | 2     |
| Lega Nord                     | 347    | 2,09   | -     |
| Unione di Centro              | 248    | 1,50   | -     |
| Totale alle liste             | 16.567 | 100,00 | 19    |
| TOTALE                        | 17.625 | 100,00 | 20    |

### Lugo
| Candidati e Liste               | Voti   | %      | Seggi |
| ------------------------------- | ------ | ------ | ----- |
| Raffaele Cortesi                | 15.149 | 70,95  | -     |
| Democratici di Sinistra         | 7.321  | 37,11  | 13    |
| La Margherita                   | 2.631  | 13,34  | 5     |
| Rifondazione Comunista          | 1.612  | 8,17   | 3     |
| Federazione dei Verdi           | 722    | 3,66   | 1     |
| Partito Repubblicano Italiano   | 494    | 2,50   | -     |
| Comunisti Italiani              | 412    | 2,09   | -     |
| Lista Di Pietro - Occhetto      | 355    | 1,80   | -     |
| Socialisti Democratici Italiani | 319    | 1,62   | -     |
| Angela Scardovi                 | 5.056  | 23,68  | 1     |
| Forza Italia                    | 2.832  | 14,36  | 3     |
| Alleanza Nazionale              | 1.127  | 5,71   | 2     |
| Unione di Centro                | 832    | 4,22   | 1     |
| Paolo Lorenzetti                | 863    | 4,04   | 1     |
| Lega Nord                       | 803    | 4,07   | -     |
| Augusto Fontana                 | 283    | 1,33   | -     |
| Alternativa Sociale             | 266    | 1,35   | -     |
| Totale alle liste               | 19.726 | 100,00 | 28    |
| TOTALE                          | 21.351 | 100,00 | 30    |

## Reggio Emilia

### Reggio Emilia
| Candidati e Liste                     | Voti   | %      | Seggi |
| ------------------------------------- | ------ | ------ | ----- |
| Graziano Delrio                       | 57.850 | 63,23  | -     |
| Democratici di Sinistra               | 30.329 | 35,21  | 16    |
| La Margherita                         | 9.272  | 10,77  | 5     |
| Comunisti Italiani                    | 6.027  | 7,00   | 3     |
| Rifondazione Comunista                | 3.793  | 4,40   | 2     |
| Federazione dei Verdi                 | 2.545  | 2,95   | 1     |
| Socialisti Democratici Italiani-Udeur | 1.307  | 1,52   | -     |
| Lista Di Pietro - Occhetto            | 1.163  | 1,35   | -     |
| Mario Poli                            | 11.625 | 12,71  | 1     |
| Forza Italia                          | 8.957  | 10,40  | 3     |
| Unione di Centro                      | 2.540  | 2,95   | 1     |
| Carlo Baldi                           | 7.542  | 8,24   | 1     |
| Laboratorio Reggio                    | 6.656  | 7,73   | 2     |
| Marco Eboli                           | 6.683  | 7,30   | 1     |
| Alleanza Nazionale                    | 6.394  | 7,42   | 2     |
| Mario Monducci                        | 4.522  | 4,94   | 1     |
| Gente                                 | 4.014  | 4,66   | -     |
| Gabriele Fossa                        | 3.276  | 3,58   | 1     |
| Lega Nord                             | 3.131  | 3,64   | -     |
| Totale alle liste                     | 86.128 | 100,00 | 35    |
| TOTALE                                | 91.498 | 100,00 | 40    |

### Correggio
| Candidati e Liste                    | Voti   | %      | Seggi |
| ------------------------------------ | ------ | ------ | ----- |
| Marzio Iotti                         | 8.618  | 63,41  | -     |
| Democratici di Sinistra              | 5.469  | 43,87  | 11    |
| La Margherita                        | 1.334  | 10,70  | 2     |
| Federazione dei Verdi                | 621    | 4,98   | 1     |
| Comunisti Italiani                   | 396    | 3,18   | -     |
| Simone Zambrano                      | 1.787  | 13,15  | 1     |
| Nuova Correggio                      | 1.736  | 13,92  | 2     |
| Antonio Romano Rangoni               | 1.776  | 13,07  | 1     |
| Forum per Correggio                  | 1.552  | 12,45  | 1     |
| Rina Zardetto                        | 989    | 7,28   | 1     |
| Partito della Rifondazione Comunista | 958    | 7,68   | -     |
| Giuliana Lusuardi                    | 421    | 3,10   | -     |
| Italia dei Valori                    | 401    | 3,22   | -     |
| Totale alle liste                    | 12.467 | 100,00 | 17    |
| TOTALE                               | 13.591 | 100,00 | 20    |

### Scandiano
| Candidati e Liste                    | Voti   | %      | Seggi |
| ------------------------------------ | ------ | ------ | ----- |
| Angelo Giovannetti                   | 10.820 | 70,41  | -     |
| Democratici di Sinistra              | 6.154  | 42,08  | 11    |
| La Margherita                        | 1.834  | 12,54  | 3     |
| Partito della Rifondazione Comunista | 1.028  | 7,03   | 1     |
| Socialisti Democratici Italiani      | 460    | 3,15   | -     |
| Italia dei Valori                    | 403    | 2,76   | -     |
| Comunisti Italiani                   | 349    | 2,39   | -     |
| Giuseppe Pagliani                    | 3.004  | 19,55  | 1     |
| Casa delle Libertà                   | 2.909  | 19,89  | 3     |
| Gianluca Ganassi                     | 801    | 5,21   | 1     |
| Lega Nord                            | 781    | 5,34   | -     |
| Ermanno Torri                        | 401    | 2,61   | -     |
| Federazione dei Verdi                | 382    | 2,61   | -     |
| Ciro Piccinini                       | 342    | 2,23   | -     |
| Insieme per Cambiare                 | 324    | 2,22   | -     |
| Totale alle liste                    | 14.624 | 100,00 | 18    |
| TOTALE                               | 15.368 | 100,00 | 20    |

## Rimini

### Bellaria-Igea Marina
| Candidati e Liste                         | Voti   | %      | Seggi |
| ----------------------------------------- | ------ | ------ | ----- |
| Gianni Scenna                             | 4.503  | 44,67  | -     |
| Democratici di Sinistra                   | 1.866  | 21,83  | 7     |
| Federazione dei Verdi                     | 541    | 6,33   | 2     |
| Rifondazione Comunista                    | 460    | 5,38   | 1     |
| La Margherita                             | 322    | 3,77   | 1     |
| Socialisti Democratici Italiani-Nuovo PSI | 237    | 2,77   | 1     |
| Comunisti Italiani                        | 213    | 2,49   | -     |
| Lista Di Pietro - Occhetto                | 116    | 1,36   | -     |
| Italo Lazzarini                           | 3.051  | 30,27  | 1     |
| Lista Civica Italo Lazzarini              | 2.763  | 32,32  | 4     |
| Cristina Zanotti                          | 2.287  | 22,69  | 1     |
| Lista Civica di Centro-destra             | 776    | 9,08   | 1     |
| Lista Civica di Centro-destra             | 609    | 7,12   | 1     |
| Lega Nord                                 | 451    | 5,28   | -     |
| Marco Nanni                               | 239    | 2,37   | -     |
| Alternativa Sociale                       | 195    | 2,28   | -     |
| Totale alle liste                         | 8.549  | 100,00 | 18    |
| TOTALE                                    | 10.080 | 100,00 | 20    |

### Cattolica
| Candidati e Liste                    | Voti   | %      | Seggi |
| ------------------------------------ | ------ | ------ | ----- |
| Pietro Pazzaglini                    | 4.098  | 39,71  | -     |
| Democratici di Sinistra              | 2.450  | 27,61  | 8     |
| La Margherita                        | 625    | 7,04   | 2     |
| Lista Micucci                        | 583    | 6,57   | 2     |
| Socialisti Democratici Italiani      | 207    | 2,33   | -     |
| Carlo Bulletti                       | 2.580  | 25,00  | 1     |
| Forza Italia                         | 1.117  | 12,59  | 3     |
| Alleanza Nazionale                   | 425    | 4,79   | 1     |
| Lista Bulletti                       | 333    | 3,75   | -     |
| Unione di Centro                     | 289    | 3,26   | -     |
| Lega Nord                            | 106    | 1,19   | -     |
| Partito Repubblicano Italiano        | 56     | 0,63   | -     |
| Alessandro Bondi                     | 2.413  | 23,88  | 1     |
| Federazione dei Verdi                | 479    | 5,40   | 1     |
| Lista Di Pietro - Occhetto           | 350    | 3,94   | -     |
| Comunisti Italiani                   | 343    | 3,87   | -     |
| Lista Civica di Centro-sinistra      | 307    | 3,46   | -     |
| Paolo Tonti                          | 692    | 6,71   | 1     |
| Partito della Rifondazione Comunista | 681    | 7,67   | -     |
| Alberto Cenci                        | 284    | 2,75   | -     |
| Città dell'Uomo                      | 281    | 3,17   | -     |
| Giorgio Pierani                      | 252    | 2,44   | -     |
| Lista Civica                         | 242    | 2,73   | -     |
| Totale alle liste                    | 8.874  | 100,00 | 17    |
| TOTALE                               | 10.319 | 100,00 | 20    |

### Riccione
| Candidati e Liste                                      | Voti   | %      | Seggi |
| ------------------------------------------------------ | ------ | ------ | ----- |
| Daniele Imola                                          | 13.613 | 60,98  | -     |
| Democratici di Sinistra                                | 8.611  | 40,86  | 15    |
| La Margherita                                          | 1.316  | 6,24   | 2     |
| Socialisti Democratici Italiani                        | 1.001  | 4,75   | 1     |
| Partito della Rifondazione Comunista                   | 916    | 4,35   | 1     |
| Federazione dei Verdi                                  | 724    | 3,44   | 1     |
| Comunisti Italiani                                     | 532    | 2,52   | -     |
| Udeur                                                  | 51     | 0,24   | -     |
| Maria Flora Fabbri                                     | 4.468  | 20,02  | 1     |
| Alleanza Nazionale                                     | 1.584  | 7,52   | 2     |
| Impegno per Riccione                                   | 1.383  | 6,56   | 2     |
| Unione di Centro                                       | 508    | 2,41   | -     |
| Rinascita per Riccione (Nuovo PSI-Altri)               | 413    | 1,96   | -     |
| Marzio Pecci                                           | 3.466  | 15,53  | 1     |
| Forza Italia                                           | 3.098  | 14,70  | 4     |
| Lega Nord                                              | 255    | 1,21   | -     |
| Alberto Gnoli                                          | 303    | 1,36   | -     |
| Laici Riformisti (Partito Repubblicano Italiano-Altri) | 251    | 1,19   | -     |
| Nedo Pivi                                              | 264    | 1,18   | -     |
| Lista Di Pietro - Occhetto                             | 242    | 1,15   | -     |
| Balilla Tontini                                        | 209    | 0,94   | -     |
| Fiamma Tricolore                                       | 189    | 0,90   | -     |
| Totale alle liste                                      | 21.074 | 100,00 | 28    |
| TOTALE                                                 | 22.323 | 100,00 | 30    |

### Santarcangelo di Romagna
| Candidati e Liste                       | Voti   | %      | Seggi |
| --------------------------------------- | ------ | ------ | ----- |
| Mauro Vannoni                           | 9.121  | 71,81  | -     |
| Democratici di Sinistra                 | 3.976  | 33,60  | 9     |
| Comunisti Italiani                      | 1.450  | 12,25  | 3     |
| La Margherita                           | 1.243  | 10,50  | 3     |
| Partito della Rifondazione Comunista    | 736    | 6,22   | 1     |
| Federazione dei Verdi                   | 404    | 3,41   | -     |
| Socialisti Democratici Italiani-Altri   | 309    | 2,61   | -     |
| Lista Di Pietro - Occhetto              | 275    | 2,32   | -     |
| Italo Piscitelli                        | 1.533  | 12,07  | 1     |
| Forza Italia-Lega Nord-Unione di Centro | 1.499  | 12,67  | 1     |
| Carlo Bianchini                         | 1.157  | 9,11   | 1     |
| Alleanza Nazionale                      | 1.104  | 9,33   | 1     |
| Mirella Canini Venturini                | 502    | 3,95   | -     |
| Lista Ecologica                         | 463    | 3,91   | -     |
| Daniele Bronzetti                       | 388    | 3,05   | -     |
| Partito Repubblicano Italiano           | 375    | 3,17   | -     |
| Totale alle liste                       | 11.834 | 100,00 | 18    |
| TOTALE                                  | 12.701 | 100,00 | 20    |